# Martin Hrustak
Martin Hrustak (17 de outubro de 1913 - 18 de agosto de 1944) foi um oficial alemão que serviu no Deutsches Heer durante a Segunda Guerra Mundial. Foi condecorado com a Cruz de Cavaleiro da Cruz de Ferro com Folhas de Carvalho.

## Condecorações
| Cruz de Ferro (1939) 2ª Classe                                   | 30 de setembro de 1941 |
| Cruz de Ferro (1939) 1ª Classe                                   | 8 de janeiro de 1943   |
| Distintivo de Feridos (1939) em Preto                            |                        |
| Distintivo de Feridos (1939) em Prata                            |                        |
| Medalha da Frente Oriental                                       |                        |
| Distintivo da infantaria de assalto                              |                        |
| Distintivo de Combate Fechado em Bronze                          |                        |
| Cruz de Cavaleiro da Cruz de Ferro                               | 11 de dezembro de 1943 |
| Cruz de Cavaleiro da Cruz de Ferro com Folhas de Carvalho nº 473 | 14 de maio de 1944     |